# Kennedy Egbus Mikuni
Kennedy Egbus Mikuni (jap. 三國 ケネディエブス, Mikuni Kennedy Egbus; * 23. Juni 2000 in Higashimurayama, Präfektur Tokio) ist ein japanischer Fußballspieler.

## Karriere

### Verein
Kennedy Egbus Mikuni ist der Sohn eines Nigerianers und einer Japanerin und der Bruder von Stevia Egbus Mikuni. Er erlernte das Fußballspielen in der Schulmannschaft der Aomori Yamada High School. Seinen ersten Vertrag unterschrieb er 2019 bei Avispa Fukuoka. Der Verein spielte in der zweithöchsten Liga des Landes, der J2 League. Ende der Saison 2020 wurde er mit dem Verein Vizemeister und stieg in die erste Liga auf. Im Mai 2021 wechselte er auf Leihbasis zum Zweitligisten Tochigi SC. Für dem Verein aus Utsunomiya bestritt er 27 Zweitligaspiele. Am 10. August 2022 kehrte er nach der Ausleihe zu Avispa zurück. Nach insgesamt 55 Ligaspielen für Avispa wechselte er im Januar 2024 zum Ligakonkurrenten Nagoya Grampus. Am 2. November 2024 stand er mit Nagoya im Finale des J. League Cup. Das Finale gegen Albirex Niigata gewann man im Elfmeterschießen.

### Nationalmannschaft
Im Herbst 2018 absolvierte Egbus Mikuni drei Partien für die japanischen U-19-Auswahl bei der Asienmeisterschaft in Indonesien und erreichte dort das Halbfinale. Mit der  U20-Nationalmannschaft nahm der Innenverteidiger 2019 an der U20-Weltmeisterschaft in Polen teil und kam dort im Gruppenspiel gegen Italien (0:0) zum Einsatz.

## Erfolge
Avispa Fukuoka
- Japanischer Zweitligavizemeister: 2020  ▲

Nagoya Grampus
- Japanischer Ligapokalsieger: 2024

## Sonstiges
Kennedy Egbus Mikuni ist der Sohn eines Nigerianers und einer Japanerin. Sein älterer Bruder Stevia (* 1998) ist ebenfalls Fußballer und spielt momentan für den Drittligisten FC Gifu.